# Juan Busanich
Juan Chau Busanich (Lima, 3 de mayo de 1925 - Callao, 6 de marzo de 1977) fue un futbolista peruano de origen chino que se desempeñaba como portero. Desarrolló la mayoría de su carrera profesional en Universitario. Fue uno de los arqueros más destacados del fútbol peruano en la década de los cuarenta, y el portero peruano-chino con mayor éxito.

## Trayectoria
Comenzó en el fútbol en las divisiones inferiores del Deportivo Municipal. Debutó en el primer equipo en 1943, y formó junto a Los Tres Gatitos. En 1947 Lanús realizó una gira por durante varios meses por la costa del Pacífico, por lo que se reforzó con varios jugadores peruanos para el viaje. Entre ellos estaban Busanich, que luego de la gira pasaron a formar parte del club.
Sin embargo, solo estuvo un año hasta recalar en Universitario, club donde estuvo seis temporadas, debutó con el equipo crema el sábado 27 de noviembre de 1948 por la fecha 18 del Campeonato de la Liga Provincial de Lima. Aquel día, en el Estadio Nacional, la «U» goleó 3 - 0 al Jorge Chávez Callao. 
En total, el «Chino» disputó 48 partidos y fue campeón nacional en 1949 con el cuadro merengue. En su etapa con Universitario, el arquero se ganó el cariño de la hinchada con sus grandes atajadas y liderazgo.
Su último partido con camiseta crema fue el sábado 15 de agosto de 1953 por la tercera fecha del Campeonato de la Liga Profesional de Lima en el Estadio Nacional. 
En 1954 se incorporó al Club Carlos Concha del Callao, donde actuó como jugador-entrenador, finalmente se retiraría del futbol profesional a los 30 años, quedándose a vivir en la ciudad hasta el día de su deceso.
Tras su retirada, Juan no se alejó a la cancha, siguió siendo fiel al Universitario, poniendo su familia y el fútbol en el mismo lugar. No perdió nunca actividad del club. Llevaba a sus dos hijos a ver los partidos, incluso uno de ellos jugó en el equipo cuando era mayor.

## Clubes

### Como jugador
| Club                | País      | Año       |
| ------------------- | --------- | --------- |
| Deportivo Municipal | Perú      | 1942-1946 |
| Lanús               | Argentina | 1947      |
| Universitario       | Perú      | 1948-1953 |
| Carlos Concha       | Perú      | 1954      |

## Palmarés

### Campeonatos nacionales
| Título                 | Club                | País | Año  |
| ---------------------- | ------------------- | ---- | ---- |
| Primera División       | Deportivo Municipal | Perú | 1943 |
| Campeonato de Apertura | Deportivo Municipal | Perú | 1946 |
| Primera División       | Universitario       | Perú | 1949 |

## Fallecimiento
El 7 de marzo de 1977, dos horas después de que la selección peruana jugara contra la selección chilena en un partido correspondiente a las Clasificatorias al Mundial 1978, Juan murió prematuramente de un repentino ataque del corazón celebrando un gol de Juan José Muñante. 